# Großsteingräber bei Heeßel
Die Großsteingräber bei Heeßel waren mehrere megalithische Grabanlagen unbekannter Zahl der jungsteinzeitlichen Trichterbecherkultur bei Heeßel, einer Ortschaft von Hemmoor im Landkreis Cuxhaven (Niedersachsen). Sie wurden im 19. Jahrhundert zerstört. Die Gräber lagen im Ortsteil Wedelsforth. Nördlich lagen die Großsteingräber bei Westersode, nordöstlich die Großsteingräber bei Warstade. Nach Johann Karl Wächter waren um 1841 von den Anlagen bei Heeßel nur noch verstreut umher liegende Steine vorhanden, die keine Rückschlüsse mehr auf die Anzahl und das ursprüngliche Aussehen der Gräber zuließen. In den folgenden Jahren wurden auch diese Reste vollständig beseitigt.